# Ruth Feldgrill-Zankel
Ruth Feldgrill-Zankel (nascida em 15 de setembro de 1942) é uma política austríaca e ex-Ministra Federal do Meio Ambiente, Juventude e Família.
Feldgrill-Zankel nasceu em Kapfenberg, em Styria, no ano de 1942. Estudou brevemente na North Phoenix High School, no Arizona. Ela obteve um diploma em estudos comerciais em Viena, na Hochschule für Welthandel, em 1965. Mais tarde, trabalhou como jornalista e envolveu-se na política.
A partir de 1987 foi membro do conselho da cidade de Graz pelo Partido Popular Austríaco (ÖVP). Ela fez parte do governo do chanceler Franz Vranitzky de 5 de março de 1991 a 25 de novembro de 1992. Após esse cargo, ela foi vice-prefeita de Graz até 1998.